# Johann Georg Hasenest

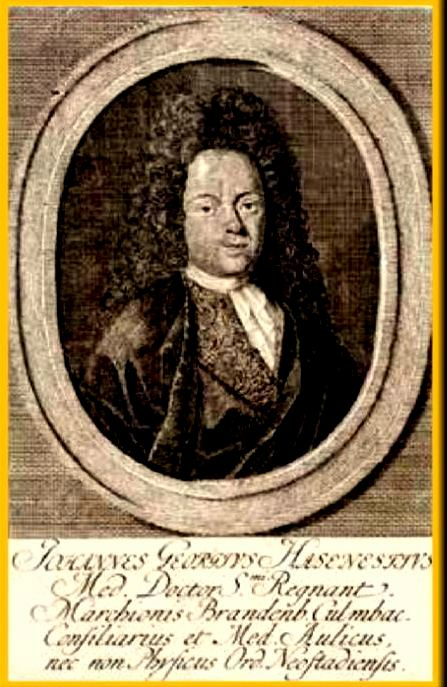
Johann Georg Hasenest

Johann Georg Hasenest (* 12. Mai 1688 in Windsheim; † 22. Oktober 1771 in Ansbach) war ein deutscher Mediziner, Arzt in Neustadt an der Aisch und Leibarzt im Fürstentum Ansbach.

## Leben
Hasenest studierte an der Universität Altdorf Medizin und wurde 1710 promoviert. Anschließend wirkte er als Physicus in Neustadt an der Aisch (gemeinsam mit den Ärzten Petz, Junker und Maddai), als Rat und Hofarzt des Markgrafen von Brandenburg-Culmbach, als Rat und Leibarzt des Grafen von Brandenburg-Ansbach und Culmbach sowie als Stadtphysicus der Hauptstadt Ansbach des Markgraftums Brandenburg-Ansbach bzw. Fürstentums Ansbach, wo er auch als Referent der Sanitätskommission wirkte.
Unter seiner Federführung wurde ein Verbot der zwischen 1716 und 1728 ausgeübten Heilpraxis der Pfarrersfrau und Separatistin Rosina Ruckdeschel aus Stübach verordnet.
Am 14. September 1730 wurde er unter der Präsidentschaft des Mediziners Johann Jakob Baier mit dem akademischen Beinamen Asclapon unter der Matrikel-Nr. 413 zum Mitglied der Leopoldina gewählt.

## Schriften
- Johannes Georgius Hasennestius: De intertrigine. Medizinische Dissertation Altdorf, 3. November 1710 (Druck: Daniel Meyer, Windsheim 1710) (Digitalisat).